# NGC 1122
NGC 1122 (другие обозначения — NGC 1123, UGC 2353, MCG 7-6-83, ZWG 539.117, IRAS02496+4200, PGC 10890) — спиральная галактика с перемычкой (SBb) в созвездии Персей.
Этот объект занесён в новый общий каталог несколько раз, с обозначениями NGC 1122, NGC 1123.
Этот объект входит в число перечисленных в оригинальной редакции «Нового общего каталога».
В галактике вспыхнула сверхновая звезда SN 2016fqr типа II. Её пиковая звёздная величина составила 17.5.
Координаты, указанные в записях NGC 1122 и NGC 1123, практически совпадают, но ни Джон Дрейер, ни Льюис Свифт не заметили этого, поэтому галактика была занесена в каталог два раза.